# Jablunkovský incident

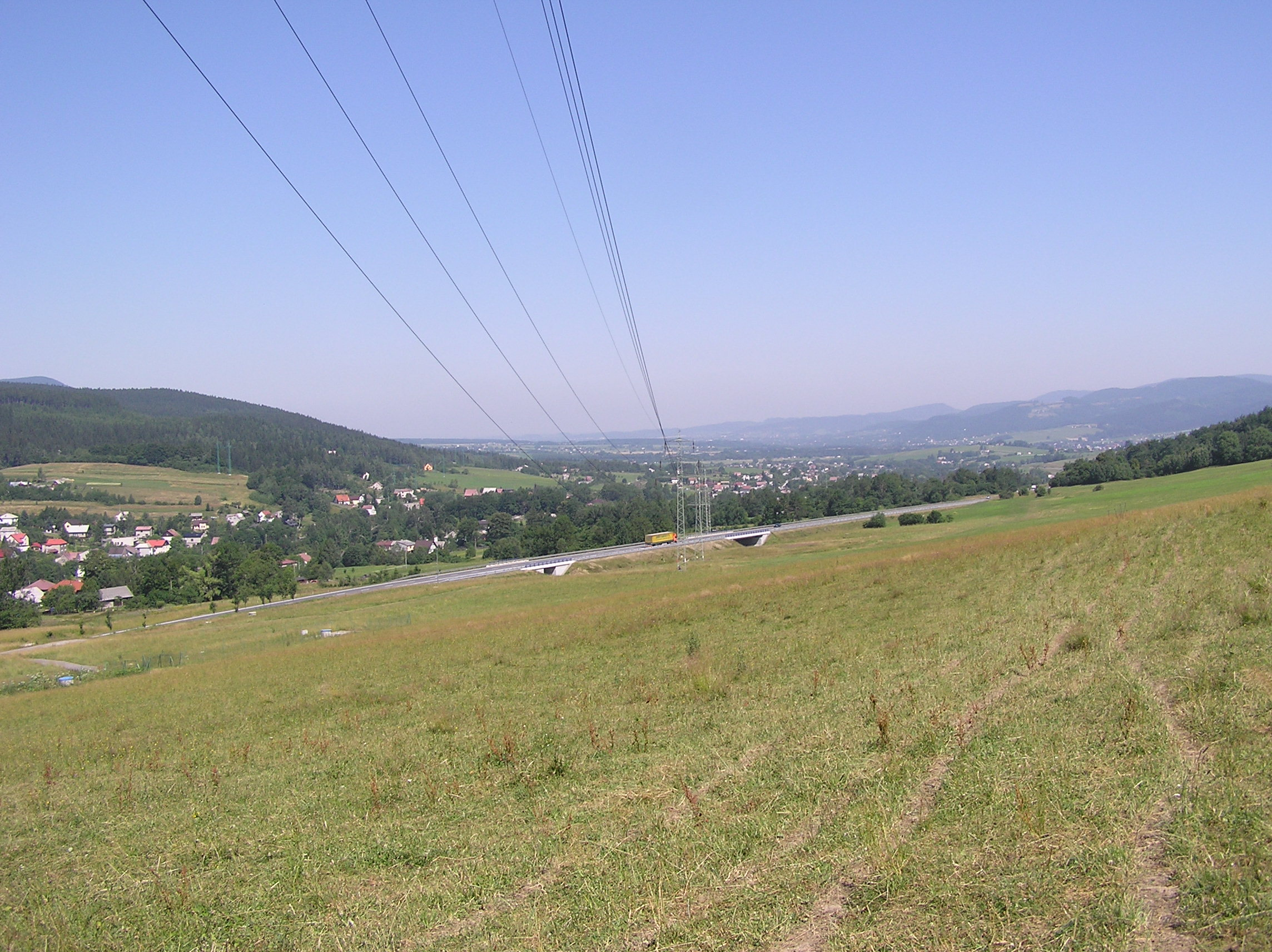
Pohled na Jablunkovský průsmyk z úpatí Girové

Jablunkovský incident (polsky Incydent jabłonkowski) byl německo-polský ozbrojený střet v Mostech u Jablunkova, na Košicko-bohumínské dráze, který se odehrál v předvečer druhé světové války v noci z 25. na 26. srpna 1939.
Incident je považován za první předčasný útok druhé světové války.

## Rámec událostí
V roce 1938 využilo Polsko Mnichovské dohody a vynutilo si na Československu odstoupení východní části československého Těšínska s přilehlým pruhem Čadecka. Na polském území se tak ocitla celá česká část strategické Košicko-bohumínské dráhy, Bohumín, Český Těšín, Třinec, Jablunkov i Mosty u Jablunkova.
Přibližně 500 metrů od nádraží v Mostech u Jablunkova směrem ke slovenským hranicím v Jablunkovském průsmyku prochází železniční trať dvěma souběžnými tunely. Tyto tunely byly polským vojskem zaminovány a střeženy vojáky polského 4. pluku horských střelců.
Německý útok na Polsko byl plánován již od dubna 1939 s tím, že proběhne nad ránem v sobotu 26. srpna 1939. Na tento okamžik plánoval poručík Abwehru z Vratislavi Hans Albert Herzner přepadení nádraží v Mostech u Jablunkova a obou tunelů s cílem zabránit jejich zničení Poláky. Oddíl pod jeho vedením tvořili proněmečtí bojůvkáři z Jablunkova (z tzv. „Bojové organizace Jablunkov“ – Kampforganisation Jablunkau), cvičení v blízké Čadci, na území tehdejšího Slovenského státu.

## Průběh
V noci z 25. na 26. srpna 1939 překročil německý diverzní oddíl tehdejší slovensko-polskou hranici a obsadil nádraží v Mostech. Polští obránci tunelů útočníky odhalili díky informaci polské telefonistky z nádraží a zahájili na ně palbu. I tak bojůvkář Josef Kulik vjel na lokomotivě do tunelu, kde údajně vytrhl zápalné šňůry k trhavinám a projel na slovenské území do Čadce.
Podle německých zdrojů diverzní oddíl v průsmyku zajal a odzbrojil 800 polských vojáků, připravoval se zajmout jednotku dalších 1200 polských vojáků, kteří přijeli ve vlaku do Mostů a netušili, že nádraží je obsazeno německými diverzanty, a stáhl se z rozkazu německého velení na Slovensko. Podle polských zdrojů se útočníkům naopak tunely obsadit nepodařilo a z nádraží v Mostech byli za několik hodin polskými vojáky vytlačeni.
Německá armáda se musela Polsku za incident oficiálně omluvit.

## Druhá světová válka
Invaze do Polska začala ráno 1. září 1939. Německá vojska se již nesnažila zabránit zničení železničních tunelů u Mostů a Poláci je vyhodili do povětří. Již první den druhé světové války polská vojska ustoupila ze zabrané části českého Těšínska.